# Andrzej Werner (krytyk)
Andrzej Ryszard Werner (ur. 14 września 1940 w Warszawie, zm. 12 sierpnia 2025) – polski krytyk literacki i filmowy, historyk literatury, profesor nauk humanistycznych, współpracownik drugiego obiegu w czasach PRL, pracownik Instytutu Badań Literackich PAN.

## Życiorys
Syn Ryszarda Wernera (1912–1958), sportowca i inżyniera oraz Kazimiery z domu Krzywickiej. Do 1945 przebywał w Tarczynie, następnie, ze względu na pracę zawodową ojca, mieszkał kolejno w Łodzi, Lublinie, Andrychowie i Starachowicach (w tutejszym liceum ogólnokształcącym uzyskał w 1958 świadectwo maturalne).
Po śmierci ojca w wypadku samochodowym (31 sierpnia 1958), przeniósł się wraz z matką i bratem do Warszawy. Rozpoczął studia polonistyczne na Uniwersytecie Warszawskim (magisterium w 1963). Debiutował na łamach "Twórczości" nr 12/1962 recenzją książki Zbigniewa Nienackiego Worek Judaszów.
Od 1964 był pracownikiem Instytutu Badań Literackich Polskiej Akademii Nauk w Warszawie. W 1968 doktoryzował się na podstawie pracy pt. Tadeusz Borowski na tle literatury obozowej (promotor: Stefan Żółkiewski).
W 1970 i 1976 był stypendystą Szkoły Zaawansowanych Badań w Naukach Społecznych (EHESS) w Paryżu.
W 1978 należał do sygnatariuszy deklaracji założycielskiej Towarzystwa Kursów Naukowych i był jego wykładowcą. Publikował w „Biuletynie Informacyjnym KSS „KOR””, „Głosie”, „Krytyce”. W ramach TKN prowadził wykłady Ideowe oblicze polskiego kina. W okresie wydarzeń sierpniowych w 1980 przyłączył się do skierowanego do władz komunistycznych apelu 64 naukowców, literatów i publicystów o podjęcie dialogu ze strajkującymi robotnikami. W tym samym roku został członkiem NSZZ „Solidarność”, wchodził w skład Komisji Ekspertów ds. Kultury przy zarządzie Regionu Mazowsze.
Internowany 13 grudnia 1981, osadzony w areszcie śledczym na Białołęce, trafił następnie do Ośrodka Internowania w Jaworzu, skąd został zwolniony 23 grudnia 1981.
W latach 1981–1983 był kierownikiem literackim Zespołu Filmowego "Rondo", prowadzonego przez Wojciecha Jerzego Hasa. W latach 80. publikował w prasie drugiego obiegu, m.in. „Kulturze Niezależnej”. Od 1983 był członkiem Komitetu Kultury Niezależnej, a od 1984 członkiem kolegium Niezależnej Oficyny Wydawniczej.
W 1987 wydał w emigracyjnym wydawnictwie "Polonia" w Londynie zbiór esejów Polskie, arcypolskie..., za który w 1987 otrzymał Nagrodę „Solidarności” Pracowników Wydawnictw "za najlepszą książkę polskiego autora zamieszkałego w kraju wydaną w obiegu niezależnym w 1987". W 1990 praca ta, poświęcona wyborom ideowym polskich literatów i filmowców w czasach PRL, była podstawą jego habilitacji. W 1998 otrzymał tytuł profesora nauk humanistycznych. Przez całą karierę zawodową związany z IBL, był również wykładowcą Akademii Teatralnej im. Aleksandra Zelwerowicza w Warszawie (1998–2014) a także, jako Visiting professor – Wolnego Uniwersytetu Berlina i Uniwersytetu Jerozolimskiego w Izraelu.
Od 1990 do 1992 był kierownikiem działu krajowego miesięcznika "Kino". Od 1990 był dyrektorem artystycznym Lubuskiego Lata Filmowego. W latach 1991–1997 prowadził w Telewizji Polskiej (TVP2) program Akademia Polskiego Kina (we współpracy z Henrykiem Kamykiem). Od połowy lat 90. wykładał historię filmu w Akademii Filmowej stanowiącej kontynuację Dyskusyjnego klubu filmowego „Kwant” w Warszawie a także w dwuletniej Akademii Polskiego Filmu.
Był członkiem Związku Literatów Polskich (1972–1983; w tym członkiem zarządu Oddziału Warszawskiego), Stowarzyszenia Pisarzy Polskich, Stowarzyszenia Filmowców Polskich (w którym przewodniczył Kołu Piśmiennictwa Filmowego) oraz polskiego PEN Clubu (w którym w 1997 został członkiem zarządu). Był członkiem komitetu poparcia Bronisława Komorowskiego przed wyborami prezydenckimi w 2010 i w 2015.
W 2011 został odznaczony Krzyżem Kawalerskim Orderu Odrodzenia Polski. W 2014 otrzymał Krzyż Wolności i Solidarności. W 2020 otrzymał Nagrodę Stowarzyszenia Filmowców Polskich za wybitne osiągnięcia artystyczne.
W 2020, z okazji jego 80. urodzin ukazała się książka pt. Kino to nie wszystko. Księga pamiątkowa w 80. urodziny Andrzeja Wernera (pod redakcją Andrzeja Szpulaka i Mateusza Wernera; autorzy: Jacek Bromski, Sławomir Buryła, Marek Hendrykowski, Barbara Hollender, Maryla Hopfinger, Andrzej S. Jagodziński, Mikołaj Jazdon, Anna Kaplińska-Struss, Marek Kaźmierczak, Konrad Klejsa, Jerzy Kronhold, Tadeusz Lubelski, Marcel Łoziński, Małgorzata Łukasiewicz, Rafał Marszałek, Adam Michnik, Andrzej Słowicki, Tadeusz Szczepański, Andrzej Szpulak, Edward Tobiszewski, Mateusz Werner, Marek Zaleski, Janusz Zaorski, Kazimierz Żórawski; Wydawnictwo Naukowe Uniwersytetu im. Adama Mickiewicza w Poznaniu 2020, ISBN 978-83-232-3757-0; "Seria Filmoznawcza" nr 31).
Mieszkał w Warszawie, na Ursynowie.

## Życie prywatne
Dwukrotnie żonaty. Z małżeństwa z Zofią z domu Goszczyńską, zawartego w 1963, miał syna Mateusza – filozofa kultury, eseistę i krytyka filmowego. W 1977 ożenił się z Ewą z domu Modrzejewską, anglistką, z którą miał syna Jacka.

## Książki
- Zwyczajna apokalipsa. Tadeusz Borowski i jego wizja świata obozów (Spółdzielnia Wydawnicza „Czytelnik”, Warszawa 1971; wydanie drugie: Spółdzielnia Wydawnicza „Czytelnik”, Warszawa 1981; ISBN 83-07-00573-6);
- Polskie, arcypolskie... (Polonia, Londyn 1987, seria: "Wokół Literatury, 7"; wydanie 2: Niezależna Oficyna Wydawnicza NOW-a, Warszawa 1987 [tzw. II obieg wydawniczy]; wydanie 3:  Towarzystwo "Więź", Warszawa 2011, ISBN 978-83-62610-14-3, seria: Biblioteka "Więzi", t. 263);
- Pasja i nuda (Niezależna Oficyna Wydawnicza NOWa, Warszawa 1991, ISBN 83-7054-020-1; seria: Biblioteka Kwartalnika Politycznego "Krytyka");
- Dekada filmu (Wydawnictwo IBL PAN, Warszawa 1997, ISBN 83-85605-95-9);
- Krew i atrament (Wydawnictwo Naukowe PWN, Warszawa 1997, ISBN 83-01-12389-3);
- To jest kino (Wydawnictwo Stentor, Warszawa 1999, ISBN 83-86018-64-X);
- Wysoko, nie na palcach. O pisarstwie Jana Józefa Szczepańskiego (Wydawnictwo Literackie, Kraków 2003, ISBN 83-08-03349-0).

## Opracowania, prace redakcyjne, udział w pracach zbiorowych
- Problem ciągłości myślowej w pismach Brzozowskiego [w:] Wokół myśli Stanisława Brzozowskiego (udział w pracy zbiorowej pod red. Andrzeja Walickiego i Romana Zimanda; indeks osób Małgorzata Szpakowska; Wydawnictwo Literackie, Kraków 1974);
- Wokół funkcji społecznych powieści dwudziestowiecznej. Na przykładzie "Doktora Faustusa" Tomasza Manna [w:] Społeczne funkcje tekstów literackich i paraliterackich (udział w pracy zbiorowej pod redakcją red. Stefana Żółkiewskiego, Maryli Hopfinger i Kamili Rudzińskiej; Zakład Narodowy im. Ossolińskich - Wydawnictwo PAN, Wrocław 1974);
- Krytyka literacka. Problemy tradycji i wyboru [w:] Literatura polska 1918 – 1975. T. 1, Literatura polska 1918-1932 (udział w pracy zbiorowej pod redakcją naukową Aliny Brodzkiej, Janusza Stradeckiego, Heleny Zaworskiej i Stefana Żółkiewskiego; Wydawnictwo „Wiedza Powszechna”, Warszawa 1975, seria: "Z Prac Instytutu Badań Literackich PAN");
- Twórczość Jarosława Iwaszkiewicza w filmie [w:] O twórczości Jarosława Iwaszkiewicza (udział w pracy zbiorowej pod redakcją Aliny Brodzkiej; Wydawnictwo Literackie, Kraków - Wrocław 1983);
- Film fabularny [w:] Historia filmu polskiego. T. 5, 1962-1967 (udział w pracy zbiorowej pod redakcją Bogumiła Drozdowskiego i Rafała Marszałka; Wydawnictwa Artystyczne i Filmowe, Warszawa 1985, ISBN 83-221-0231-3);
- Siedem opowiadań - siedem filmów (wstęp do książki Jarosława Iwaszkiewicza pt. Brzezina i inne opowiadania ekranizowane, Spółdzielnia Wydawnicza „Czytelnik”, Warszawa 1987, ISBN 83-07-01171-X);
- Tadeusz Borowski, Utwory wybrane (opracowanie i wstęp; Zakład Narodowy im. Ossolińskich, Wrocław 1991, ISBN 83-04-03482-4, seria: "Biblioteka Narodowa 1"; wydanie 2 przejrzane: Zakład Narodowy im. Ossolińskich, Wrocław 1997, ISBN 83-04-04357-2);
- Refleksje o kulturze [w:] Literatura polska 1918-1975. T. 2, 1933-1944 (udział w pracy zbiorowej pod redakcją naukową Aliny Brodzkiej i Stefana Żółkiewskiego; Wydawnictwo „Wiedza Powszechna”, Warszawa 1993, ISBN 83-214-0767-6, seria: "Z Prac Instytutu Badań Literackich PAN");
- Wina niewinnych i niewinność winnych. Rzut oka na związki polityki z literaturą i literatury z polityką w PRL [w:] Sporne postaci polskiej literatury współczesnej (udział w pracy zbiorowej pod redakcją Aliny Brodzkiej; opracowanie redakcyjne: Marek Gumkowski, Agnieszka Pliszkiewicz; Wydawnictwo IBL PAN, Warszawa 1994, ISBN 83-85605-31-2);
- From the Polish underground. Selections from "Krytyka", 1978-1993 (red. Michael Bernhard and Henryk Szlajfer; przedmowa Jan Kofman; współudział w pracy zbiorowej, w języku angielskim; Pennsylvania State University Press, University Park 1995, ISBN 0-271-01400-8);
- Ciemne korytarze historii [w:] Tematy i pryzmaty. Studia o prozie polskiej XX wieku (udział w pracy zbiorowej pod redakcją Aliny Brodzkiej i Zygmunta Ziątka; Zakład Narodowy im. Ossolińskich, Wrocław 2000, ISBN 83-04-04554-0);
- Il cinema di Andrzej Munk (red. Małgorzata Furdal, Sergio Grmek Germani; współudział w pracy zbiorowej, w języku włoskim; Editrice Il Castoro, Milan 2001, ISBN 88-8033-209-0);
- Co dalej literaturo? Jak zmienia się współcześnie pojęcie i sytuacja literatury (współredaktor, z Aliną Brodzką-Wald i Hanną Gosk; praca zbiorowa; Wydawnictwo Instytutu Badań Literackich PAN - Fundacja Akademia Humanistyczna, Warszawa 2008, ISBN 978-83-61552-19-2);
- Gry o tożsamość w czasach wielkiej zmiany (współredaktor, z Tomaszem Żukowskim; praca zbiorowa; Wydawnictwo Instytutu Badań Literackich PAN, Warszawa 2013, ISBN 978-83-61552-71-0, seria: "Materiały Pracowni Współczesnej Literatury i Komunikacji Społecznej IBL PAN");
- Obraz literatury w komunikacji społecznej po roku '89 (współredaktor, z Tomaszem Żukowskim; praca zbiorowa; Wydawnictwo Instytutu Badań Literackich PAN - Stowarzyszenie Pro Cultura Litteraria, Warszawa 2013, ISBN 978-83-61757-38-2, seria: "Materiały Pracowni Współczesnej Literatury i Komunikacji Społecznej IBL PAN").